# 연변박물관

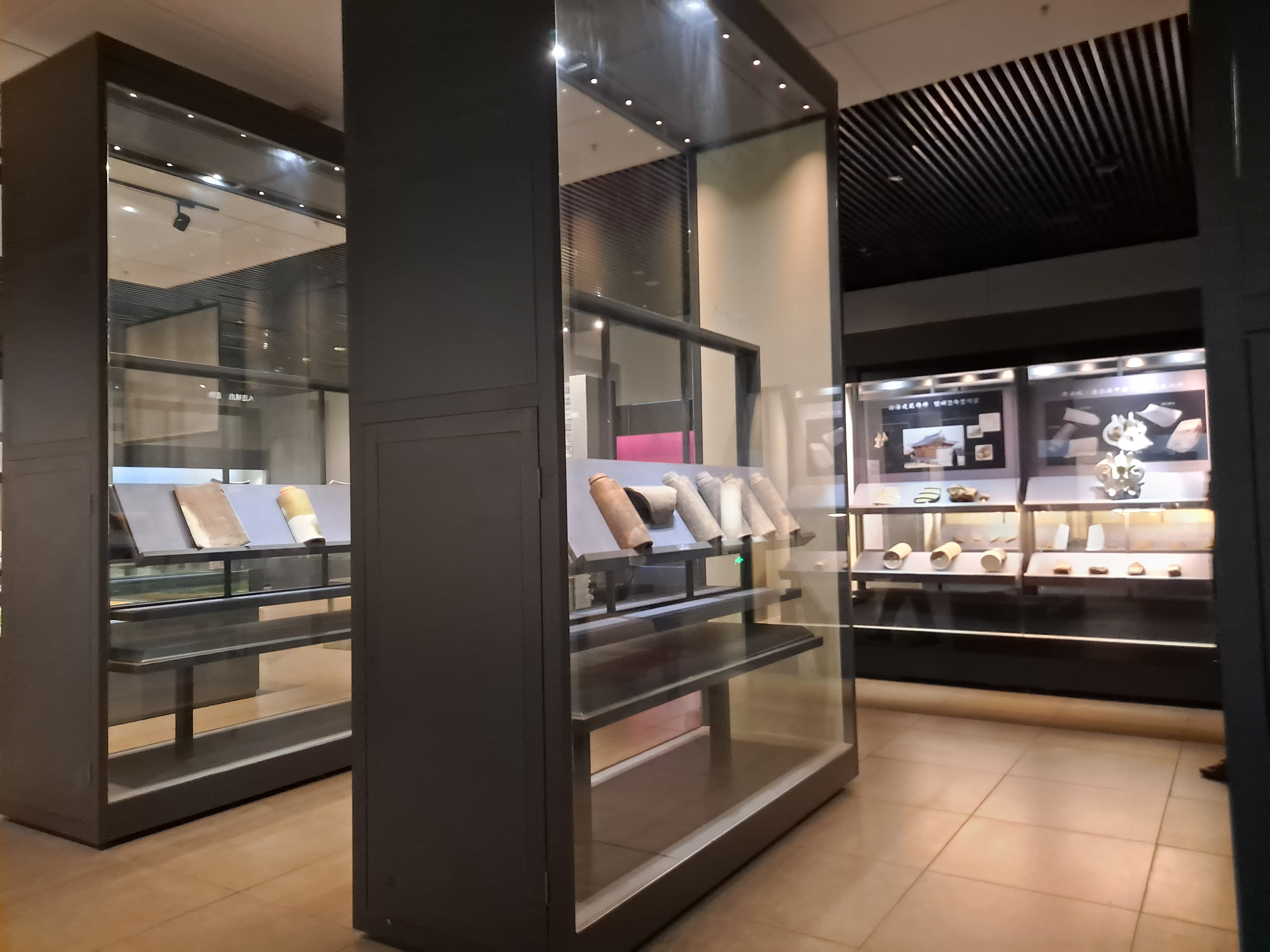
내부 사진

연변박물관(延边博物馆)은 중국 지린성 옌볜 조선족 자치주 옌지시에 위치한 박물관이다.